# Carlos Zatarain González
Carlos Ernesto Zatarain González (Heroica Guaymas, Sonora; 21 de agosto de 1961) es un político y abogado mexicano, miembro del Partido Revolucionario Institucional, que ha sido alcalde de la ciudad de Guaymas y diputado federal.
Carlos Zatarain en abogado, ha ocupado múltiples cargos en la estructura del PRI, entre los que están Secretario del Frente Juvenil Revolucionario, Secretario de la Confederación Nacional de Organizaciones Populares, secretario y Presidente del Comité Municipal del PRI, todo ello en Guaymas; en 1988 fue elegido Regidor del Ayuntamiento y de 2003 a 2006 fue presidente municipal de Guaymas, además fue diputado al Congreso de Sonora de 1997 a 2000.
En 2006 se separó de la alcaldía para ser candidato del PRI a diputado federal por el IV Distrito Electoral Federal de Sonora, siendo electo al cargo para la LX Legislatura que concluye en 2009. El 17 de mayo de 2008 manifestó públicamente su interés en ser candidato del PRI a Gobernador de Sonora en las elecciones de 2009.